# Oulad Abbou
Oulad Abbou (en àrab أولاد عبو, Ūlād ʿAbbū; en amazic ⵡⵍⴰⴷ ⵄⴱⴱⵓ) és un municipi de la província de Berrechid, a la regió de Casablanca-Settat, al Marroc. Segons el cens de 2014 tenia una població total de 11.299 persones.